# مرسدس-بنز دبلیو۱۰
مرسدس بنز دبلیو۱۰ (Mercedes-Benz W۱۰) خودرویی است که در سال‌های ۱۹۲۹ تا ۱۹۳۴در اشتوتگارت تولید شده‌است. طراحی آن خودروهای موتور جلو-محور عقب بوده است. سیستم جعبه‌دندهٔ آن ۳ دنده به صورت دستی است و
یک خودروی تاریخی محسوب می شود که تعداد بسیار کمی از ان باقی مانده است.